# Wan (mand)

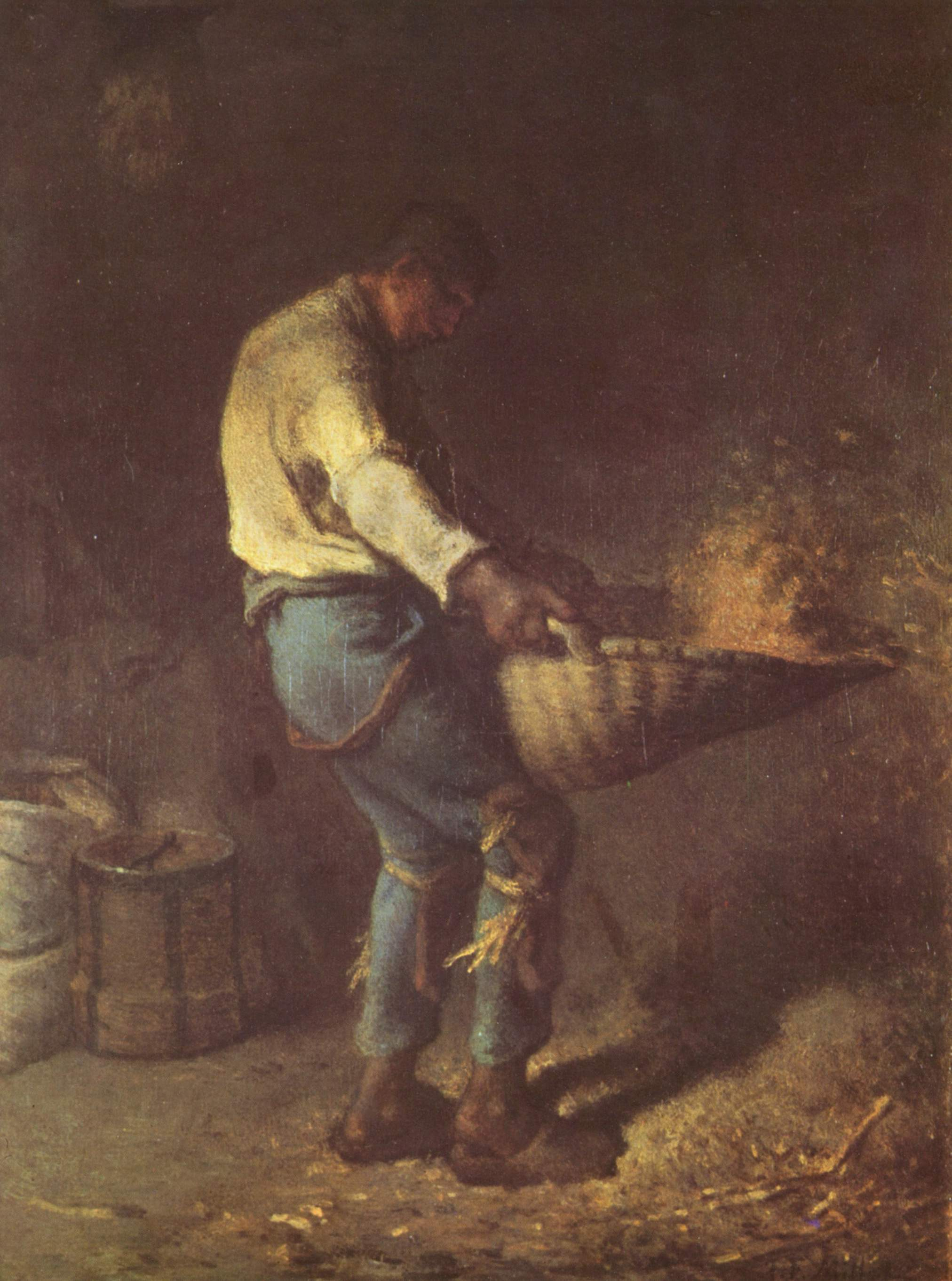
Schonen met een wan

Een wan is een platte, gevlochten mand, waarmee na het dorsen het graan  omhoog gegooid wordt waarbij de wind de gelegenheid krijgt het lichte kaf weg te blazen om zo enkel de zware graankorrels over te houden in de wan. Deze bewerking heet wannen.
Het wannen met een wan is een van de oudste methoden voor het scheiden van de graankorrels van het kaf. Tegenwoordig wordt het machinaal in dezelfde werkgang als het oogsten gedaan met een maaidorser.

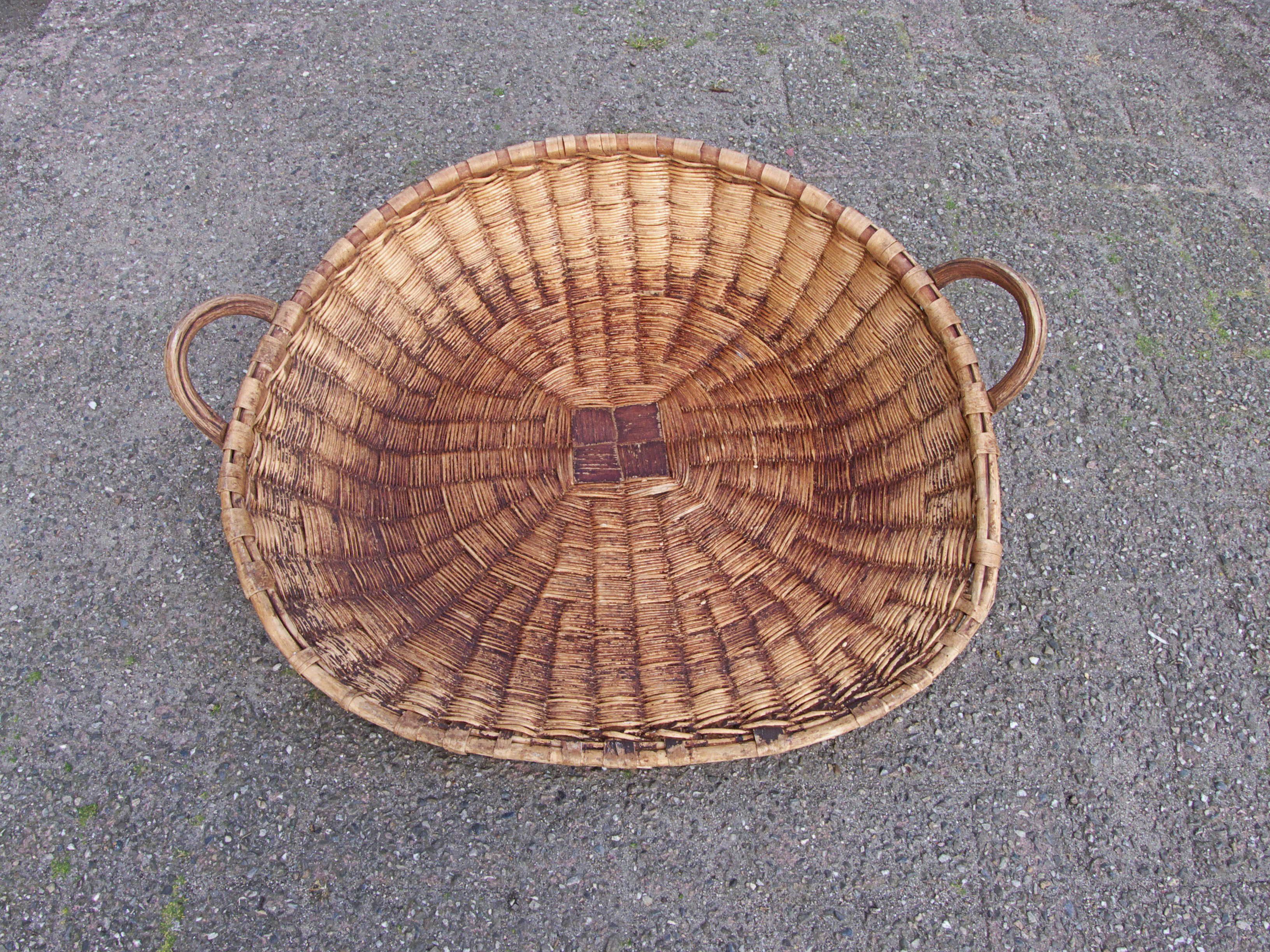
Wan